# Realme C3
Realme C3 - là điện thoại thông minh của công ty realme đến từ Trung Quốc. Realme C3 - 19 tháng 2 năm 2020, Realme Narzo 10A - 11 tháng 5 năm 2020 và Realme C3i - 24 tháng 6 năm 2020

## Thiết kế
Tại Việt Nam Realme C3 được bán trong 3 màu sắc: Blazing Red (Đỏ), Frozen Blue (Bầu trời xanh) và Volcano Grey (Xám)
Realme Narzo 10A được bán trong 2 màu sắc: So Blue (Xanh dương) và So White (Trắng)